# Initiative populaire « relative à la lutte contre l'alcoolisme »
L'initiative populaire « relative à la lutte contre l'alcoolisme » est une initiative populaire fédérale suisse, rejetée par le peuple le 16 juin 1966.

## Contenu
L'initiative, conçue en terme généraux, demande une modification de l'article 32bis de la Constitution fédérale sur l'alcool en trois points. Tout d'abord, l'initiative demande une imposition étendue à toutes les boissons alcoolisées pour lutter contre l'alcoolisme. Elle demande ensuite de lutter contre le commerce illégal d'eau-de-vie et enfin de répartir les recettes de l'imposition entre la Confédération et les cantons.
Le texte complet de l'initiative peut être consulté sur le site de la Chancellerie fédérale.

## Déroulement

### Contexte historique
Le 6 avril 1930, le peuple approuve en votation un arrêté fédéral modifiant les articles 31 et 32 de la Constitution fédérale. Ces modifications portent d'une part sur la limitation du nombre de distilleries domestiques et la suppression de la suspension d'impôt pour les eaux-de-vie de fruits et d'autre part deux prescriptions obligeant la Confédération à acheter l'eau-de-vie de fruits à pépins et à encourager l'utilisation des fruits et des pommes de terre sans distillation. Deux ans plus tard, une loi sur l'alcool entre en fonction ; cette loi prévoit entre autres le monopole sur toutes les boissons distillées donné à la Confédération, le monopole d'importation et de vente ainsi que la réglementation du marché privé.
Cette loi, pourtant acceptée sans référendum, lèse les intérêts des cantons centraux grands producteurs de fruits, en particulier après la fin de l'exception de la législation fédérale de la distillation des fruits à pépin. Ils lancent donc une initiative populaire « concernant la révision du régime de l'alcool » pour demander un retour à la situation précédente, tout en ajoutant plusieurs mesures protectionnistes ou de garantie des prix ; cette initiative est refusée par le peuple le 9 mars 1941
Dans les années suivantes, plusieurs requêtes sont adressées au Conseil fédéral allant dans la même direction que l'initiative. C'est le cas en particulier en 1963, 1964 à deux reprises, puis 1965.

### Récolte des signatures et dépôt de l'initiative
La récolte des 50 000 signatures nécessaires a débuté le 16 avril 1963. Le 30 octobre de la même année, l'initiative a été déposée à la chancellerie fédérale qui l'a déclarée valide le 26 novembre.

### Discussions et recommandations des autorités
Le parlement et le Conseil fédéral recommandent tous deux le rejet de cette initiative. Dans son message adressé à l'assemblée, le Conseil fédéral relève que la vaste étude effectuée sur cette initiative montre un rejet clair de la proposition de la création d'un impôt général sur les boissons alcooliques, incluant le vin et le cidre, jusqu'alors exemptés. Il assure cependant appuyer « sans réserves » la nécessité de renforcer la lutte contre l'alcoolisme dans le pays.

### Votation
Soumise à la votation le 16 octobre 1966, l'initiative, présentée en termes généraux, est refusée par 76,6 % des suffrages exprimés. Le tableau ci-dessous détaille les résultats par cantons :

## Effets
Dans les années suivantes, ni l'initiative populaire « contre la publicité pour des produits qui engendrent la dépendance » rejetée le 18 février 1979 ni l'initiative populaire « pour la prévention des problèmes liés à l'alcool », rejetée le 28 novembre 1993 ne réussiront à modifier les articles de la Constitution fédérale liés au traitement de l'alcool. Seules les arrêtés concernant une nouvelle répartition des recettes provenant de l'imposition des boissons distillées et la suppression de l'obligation de reprendre l'eau-de-vie de vin seront approuvées en votation populaire respectivement le 9 juin 1985 et le 10 mars 1996. La loi de 1932 est ainsi fixée dans le long terme ; en 2010 encore, la plupart des articles de cette loi sont encore valides.